# Shimen, Yunyang
Shimen (kinesiska: 石门) är en socken i sydvästra Kina. Den ligger i Yunyang härad i storstadsområdet Chongqing, omkring 290 kilometer nordost om det centrala stadsdistriktet Yuzhong. Antalet invånare är 5 260. Befolkningen består av 2 577 kvinnor och 2 683 män. Barn under 15 år utgör 24,0 %, vuxna 15-64 år 61 %, och äldre över 65 år 14,0 %.